# Neoconocephalus caudellianus
Neoconocephalus caudellianus är en insektsart som först beskrevs av Davis, W.T. 1905.  Neoconocephalus caudellianus ingår i släktet Neoconocephalus och familjen vårtbitare. Inga underarter finns listade i Catalogue of Life.